# Шмалькальден-Майнінген (район)
Шмалькальден-Майнінген (нім. Schmalkalden-Meiningen) — район у Німеччині, у складі федеральної землі Тюрингія. Адміністративний центр — місто Майнінген.

## Населення
Населення району становить 123 404 осіб (станом на 31 грудня 2021).

## Адміністративний поділ
Район складається з 6 самостійних міст і 13 самостійних громад (нім. Gemeinden), а також одного міста і 42 громад, об'єднаних у 4 об'єднання громад (нім. Verwaltungsgemeinschaften).
Дані про населення наведені станом на 31 грудня 2021.
| Самостійні міста: 1 erfüllende Gemeinde für weitere Gemeinden 1. Броттероде-Трузеталь (5810) 2. Майнінген (24745) 3. Обергоф (1592) 4. Целла-Меліс (12514) 5. Шмалькальден (20065) 6. Штайнбах-Галленберг (9408) | Самостійні громади: 1. Бенсгаузен (Невірний параметр metadata 16066006) 2. Брайтунген/Верра (4611), з підпорядкованими громадами: 1. Роза (674) 2. Росдорф (587) 3. Фамбах (1980) 3. Геннеберг (Невірний параметр metadata 16066028) 4. Грабфельд (5582) 5. Зюльцфельд (837) 6. Ренблік (2618) 7. Ріпперсгаузен (795) 8. Унтермасфельд (1332) 9. Фло-Зелігенталь (5898) 10. Штепферсгаузен (Невірний параметр metadata 16066071) |

Об'єднання громад:

Зірочками (*) позначені центри об'єднань громад.
| - 1. Дольмар-Зальцбрюке (8615) 1. Айнгаузен (408) 2. Бельріт (333) 3. Вельферсгаузен (Невірний параметр metadata 16066088) 4. Дільштедт (741) 5. Еллінгсгаузен (203) 6. Крістес (540) 7. Кюндорф (899) 8. Лойтерсдорф (210) 9. Нойбрунн (488) 10. Обермасфельд-Грімменталь (1250) 11. Річенгаузен (329) 12. Рор (911) 13. Утендорф (426) 14. Фахдорф (744) 15. Шварца * (1133) - 2. Газельгрунд (Невірний параметр metadata 160665004) 1. Альтерсбах (Невірний параметр metadata 16066001) 2. Бермбах (Невірний параметр metadata 16066008) 3. Обершенау (Невірний параметр metadata 16066051) 4. Роттероде (Невірний параметр metadata 16066062) 5. Унтершенау (Невірний параметр metadata 16066077) 6. Фірнау * (Невірний параметр metadata 16066082) 7. Шпрінгштілле (Невірний параметр metadata 16066067) | - 3. Гое-Рен (7979) 1. Ашенгаузен (Невірний параметр metadata 16066002) 2. Біркс (166) 3. Ербенгаузен (574) 4. Кальтенвестгайм (Невірний параметр metadata 16066036) 5. Кальтензундгайм * (Невірний параметр metadata 16066035) 6. Мельперс (Невірний параметр metadata 16066043) 7. Обервайд (483) 8. Оберкац (Невірний параметр metadata 16066048) 9. Унтервайд (Невірний параметр metadata 16066078) 10. Франкенгайм/Рен (1040) | - 4. Вазунген-Амт-Занд (8297) 1. Вазунген (місто)* (5437) 2. Вальбах (Невірний параметр metadata 16066084) 3. Вальдорф (Невірний параметр metadata 16066085) 4. Ванс (Невірний параметр metadata 16066083) 5. Гюмпферсгаузен (Невірний параметр metadata 16066033) 6. Епферсгаузен (Невірний параметр metadata 16066053) 7. Мемельс (343) 8. Метцельс (Невірний параметр metadata 16066044) 9. Унтеркац (Невірний параметр metadata 16066075) 10. Фрідельсгаузен (295) 11. Шваллунген (2222) |